# Purulhá
Purulhá ist eine Gemeinde im Departamento Baja Verapaz in Guatemala. In dem 248 km² großen Gemeindegebiet leben etwa 37.000 Menschen, davon die meisten in Purulhá, die übrigen in fünf anderen Ortschaften und 28 Weilern.

## Lage
Purulhá liegt im Norden des Departamentos Baja Verapaz an der Überlandstraße von Guatemala-Stadt nach Cobán in Alta Verapaz auf etwa 1.570 m Höhe in einem Wolkenwaldgebiet. Ganz in der Nähe befindet sich das Naturschutzgebiet Biotopo Mario Dary Rivera.
Das Municipio grenzt im Süden an Salamá und im Norden an das Departamento Alta Verapaz. 

## Wirtschaft
Purulhá hat eine gut entwickelte Landwirtschaft, Haupterzeugnisse sind Kaffee, Kardamom, Mais, Bohnen und Zuckerrohr. Auch die Viehzucht spielt eine wichtige Rolle. Die kleinen Handwerksbetriebe stellen Textilien und Korbwaren her. Purulhá profitiert vom Durchgangsverkehr nach Cobán und von den Besuchern des nahen Naturschutzgebiets.

## Geschichte
Die Ursprünge von Purulhá sind unklar. Wahrscheinlich gründeten Siedler den Ort um 1809. Erstmals offiziell erwähnt wurde er unter dem Namen San Antonio Purulhá im Jahr 1836,  später entfiel der Name des Patrons. Purulhá bedeutet in der Sprache der Maya „kochendes Wasser“.